# Канхери
Пещеры Канхери (англ. Kanheri caves, маратхи कान्हेरी गुहा) — хорошо сохранившийся буддийский пещерный храмово-монастырский комплекс около Боривали, пригорода Мумбаи на северо-западе острова Мумбаи в Индии.

## Описание
Хорошо сохранившийся благодаря скрывшим его джунглям, высеченный в базальте пещерный комплекс Канхери расположен в 42 км от города Мумбаи и окружён Национальным парком Боривали. Он насчитывает 109 пещер, созданных в период II в. до н. э. — IX в. н. э., соединённых высеченными из камня ступенчатыми пролётами. Самой важной из них считается Пещера № 3 VI века, самый поздний известный образец хинаянского молитвенного зала ― чайтьи.
Другие важные пещеры:
- т. н. Дурбар-холл с изваяниями буддийских монахов
- Пещера № 34 — келья с расписанным потолком с изображением Будды
- Пещера № 41, где в числе прочих скульптур находится двенадцатиголовая скульптура Авалокитешвары;
- Пещера № 67 — обширная келья с изваянием на веранде и изображением «чуда» Будды в Шравасти.

Раскопки в Канхери открыли ряд скульптур, а также памятников письма брахми. Находка высеченных в камне текстов на брахми пролила значительный свет на язык Индии в древности. Другие важные детали — сохранившиеся в деталях древние архитектурные конструкции, детали обстановки, включая подвижнические каменные кровати, цистерны для воды (с желобами над жилыми постройками, для сбора дождевой воды).

## Фотографии
- Вид пещерного комплекса с подножья
- Вырезанная в камне лестница к пещерам
- Каменные ступени и пещера №1
- Статуя Будды
- Памятник письма брахми в Канхери
- Пещера №90